# 봉산문화회관
봉산문화회관은 2004년 10월 5일에 개관하여 다양한 분야의 예술인들이 소통하는 예술 네트워크 중심의 예술명소이다.

## 현황
대구 봉산문화회관은 2024년 올해에 개관 20주년을 맞이했다. 2023년 봉산문화회관의 가온홀의 낡은 시설들과 조명시설, 음향시설들을 보완하여 리모델링하였다. 2024년 11일부터 12월22일까지 전시공모 선정작가 김경렬의 설치미술 '비상하는 나뭇잎 물고기' 전시회를 개최한다.